# Sebastian Schlagenhaufer
Sebastian Schlagenhaufer ist ein deutscher Kabarettist, Autor, Musiker, Schauspieler und Regisseur. Er ist bekannt für seine vielseitigen Bühnenauftritte in den Bereichen Theater, Improtheater, Kabarett und Musik.

## Künstlerische Karriere und Programme (Auswahl)
Sebastian Schlagenhaufer arbeitet als Kabarettist, Schauspieler, Autor und Theater-Regisseur. Von 2015 bis 2022 war er zudem künstlerischer Leiter der Stadthalle in Grafing. Für eigene Bühnenauftritte hat er unterschiedlichste Projekte und Programme entwickelt, darunter:
- "Operation HEIL!Kräuter – Kabarett im Dritten Reich": Ein Programm über kabarettistische Texte aus der Zeit des Nationalsozialismus[3]
- "Zwei Gulasch und zwei Seidl Bier": Eine Hommage an die österreichischen Liedermacher Wolfgang Ambros und Georg Danzer[4]
- Camera Minutera: Fotos-Geschichten-Dolce Vita.[5]
- "Kabarett muss man sich leisten können": Ein politisches Kabarettprogramm
- Ludwig II – Der bayerische Patient[6]

Schlagenhaufer arbeitet häufig mit dem Komponisten und Pianisten Ramon Bessel zusammen, insbesondere bei den Programmen "Operation HEIL!Kräuter" und "Ludwig II – Der bayerische Patient".

## Projekte und Inszenierungen (Auswahl)
Neben seiner Arbeit auf der Bühne hat Sebastian Schlagenhaufer an verschiedenen Kultur-Projekten mitgewirkt und Theaterstücke inszeniert:
- 2012: Inszenierung von "Jennerwein- Bluat vo da Gams". Theaterstück über die Geschichte des Wildschützen Georg Jennerwein (Uraufführung im Sommer 2012 bei den Dorffestspielwochen im Markus Wasmeier Freilichtmuseum)[9].
- 2014: Inszenierung von "Der Ziefern Zähmung", einer bayerischen Version des Klassikers „Der Widerspenstigen Zähmung“ von William Shakespeare im Freilichttheater von Schloss Elkofen mit dem "Grenztheater Ludwigs Erben"
- 2016/2017: Inszenierung des Kult-Musicals "Der Watzmann ruft!" von Wolfgang Ambros
- 2021: Projektleitung des Kultursommers 2021 im Landkreis Ebersberg

## Stil und Themen
Schlagenhaufer ist bekannt dafür, historische Kabaretttexte zu recherchieren und in einen modernen Kontext zu setzen. In "Operation HEIL!Kräuter" präsentiert er gemeinsam mit Ramon Bessel Texte, Lieder und Szenen von bekannten und weniger bekannten Autoren aus der Zeit des Dritten Reiches, um die Relevanz dieser Werke für aktuelle politische und gesellschaftliche Themen aufzuzeigen. "Ludwig II – Der bayerische Patient" behandelt das fiktive posthume Treffen von Seiner Majestät König Ludwig II von Bayern (gespielt von Sebastian Schlagenhaufer) und dem Nervenarzt Dr. Bernhard von Gudden (gespielt von Ramon Bessel), deren gemeinsamer Tod im Starnberger See im Jahr 1886 bis heute für Spekulationen und Mythenbildungen sorgt.

## Nachweise
1. ↑  Sebastian Schlagenhaufer - Musik-Theater-Kabarett. Sebastian Schlagenhaufer, abgerufen am 26. Januar 2025.
2. ↑  Michael Acker: Stadthalle: Künstlerischer Leiter schmeißt hin. In: merkur.de. Münchener Zeitungs-Verlag GmbH & Co. KG, 14. Oktober 2022, abgerufen am 26. Januar 2025.
3. ↑  Sebastian Schlagenhaufer im Interview. In: www.sueddeutsche.de. Süddeutsche Zeitung, 14. Februar 2024, abgerufen am 26. Januar 2025.
4. ↑  Zwei Gulasch & zwei Seidel Bier/Phil Höcketstaller & Sebastian Schlagenhaufer. In: Stroblbühne. Stroblwirt, 5. März 2023, abgerufen am 26. Januar 2025.
5. ↑  Camera Minutera  Fotoapparat und Dunkelkammer zugleich. In: Museumsinsel-Programm. Deutsches Museum, abgerufen am 26. Januar 2025.
6. ↑  Vom Märchenkönig und seinem Psychiater. In: SZ-Ebersberg. Süddeutsche Zeitung, 22. November 2024, abgerufen am 26. Januar 2025.
7. ↑  Monika Ziegler: Kabarett im Dritten Reich und heute in Waakirchen. In: K-Vision onlinemagazin. KulturVision e.V., 20. September 2022, abgerufen am 26. Januar 2025.
8. ↑  Peter Kees: Ein Blick ins Jenseits: Ludwig II. und sein Psychiater treffen sich in Ebersberg. In: merkur.de. Münchener Zeitungs-Verlag GmbH & Co. KG, 26. Januar 2025, abgerufen am 26. Januar 2025.
9. ↑  Jennerwein- Bluat vo da Gams 2012:. Sebastian Schlagenhaufer, abgerufen am 26. Januar 2025.
10. ↑  Peter Kees: Ein Blick ins Jenseits: Ludwig II. und sein Psychiater treffen sich in Ebersberg. In: merkur.de. Münchener Zeitungs-Verlag GmbH & Co. KG, 26. Januar 2025, abgerufen am 26. Januar 2025.

| Personendaten    | Personendaten                   |
| ---------------- | ------------------------------- |
| NAME             | Schlagenhaufer, Sebastian       |
| KURZBESCHREIBUNG | deutscher Kabarettist und Autor |
| GEBURTSDATUM     | 20. Jahrhundert                 |